# Andy Vidts
Andy Vidts (Zottegem, 21 maart 1978) is een Belgisch voormalig wielrenner. Vidts behaalde in 1998 een tweede plaats op de wegwedstrijd tijdens de Europese kampioenschappen wielrennen in Uppsala. In 1999 werd hij prof bij Vlaanderen-T Interim hij stopte in 2002.

## Belangrijkste resultaten
1998
 Europese kampioenschap op de weg, beloften
Grote Prijs Stad Geel
3e Ronde van Vlaanderen U23

## Resultaten in voornaamste wedstrijden
| Jaar | Gent-Wevelgem | Ronde van Vlaanderen | Scheldeprijs | Kuurne-Brussel-Kuurne | Parijs-Brussel |
| ---- | ------------- | -------------------- | ------------ | --------------------- | -------------- |
| 1999 | 102e          |                      | 19e          |                       |                |
| 2000 |               | opgave               |              |                       |                |
| 2001 |               | opgave               |              | 42e                   | 66e            |
| 2002 | opgave        |                      |              |                       |                |

## Ploegen
1999 -  Vlaanderen 2002-Eddy Merckx
2000 -  Vlaanderen 2002-Eddy Merckx
2001 -  Vlaanderen-T Interim
2002 -  Vlaanderen-T Interim